# Фой тонг
Фой тонг, Фіуш де овуш (порт. Fios de ovos «яєчні нитки») — традиційний тайський десерт, який у кулінарії Таїланду має назву «золоті нитки». Страва запозичена у сіамську королівську кухню, а згодом у тайську кухню, Марією Гуйомар де Пінья з португальської кухні.

## З історії страви
Триста років потому з появою в Сіамі португальців у кулінарії країни компонентом десерту стали яйця. Тонг означає «золотий». Саме це слово стало частиною назви десертів, серед інгредієнтів яких є яйця.

## Особливості приготування

### Інгредієнти
- Яйце качине – 10 шт.
- Яйце куряче – 10 шт.
- Цукор – 1 кг
- Вода – 3 склянки

### Рецепт приготування
- Відокремити білки від жовтків, покласти в окремий посуд.
- Жовтки процідити скрізь дрібне сито, відокремлюючи оболонки продукту, збити й покласти в холодильник.
- Закип’ятити в каструлі воду з цукром, доки той не розчиниться. Щоб сироп був прозорим, додати до суміші два збитих яєчних білки. Поступово зменшити вогонь.
- Проціджені жовтки (1/4 склянки) налити у спеціальний посуд або в соусник для кетчупу.
- Вилити в киплячий сироп жовтки тонкою цівкою, здійснюючи при цьому обертальні рухи з посудом. Таким чином утворюються тонкі неперервні нитки з жовтків.
- Страва готується дуже швидко, тому «золоті нитки» потрібно дістати відразу за допомогою палички для їжі. Розкласти їх на тарілці й розправити виделкою, щоб не зліпилися.
- Фой тонг слід готувати напередодні частування.

## Це цікаво знати
- Якщо фой тонг готувати без качиних яєць, «золоті нитки» не будуть міцними й рівними.
- У стародавні часи фой тонгу надавали форму невеликих мотків шовкових ниток.
- Щоб надати незвичайного запаху страві, «золоті нитки» залишають на ніч у посуді з квітками жасмину. Вранці квітки прибираються, щоб запах не став різким.
- Якщо сироп буде занадто густим, фой тонг вийде неправильної форми.
- Фой тонг можна подавати на окремих порційних тарілках або великому блюді.
- «Золоті нитки» можна використовувати як зовнішню прикрасу у вигляді «золотої сітки» для солодкого рису.
- Замість спеціального посуду для приготування фой тонгу можна застосувати склянку з пластику, на дні якої проколоти 3-4 дірочки.